# Liste von Terroranschlägen im Jemen
Die Liste von Terroranschlägen im Jemen beinhaltet eine Übersicht über im Jemen geschehene Terroranschläge.

## Erläuterung
In der Spalte Politische Ausrichtung ist die politische bzw. weltanschauliche Einordnung der Täter angegeben: faschistisch, rassistisch, nationalistisch, nationalsozialistisch, sozialistisch, kommunistisch, antiimperialistisch, islamistisch (schiitisch, sunnitisch, deobandisch, salafistisch, wahhabitisch), hinduistisch. Bei vorrangig auf staatliche Unabhängigkeit oder Autonomie zielender Ausrichtung ist autonomistisch vorangestellt, gefolgt von der Region oder der Volksgruppe und ggf. weiteren Merkmalen der Täter: armenisch, irisch (katholisch), kurdisch, tirolisch, tschetschenisch, dagestanisch, punjabisch (sikhistisch), palästinensisch.
Die Opferzahlen der Anschläge werden farbig dargestellt:

Die Zahl bei den Anschlägen getöteter/verletzter Täter ist in Klammern ( ) gesetzt.

## Vor 2010
| Datum/Beginn     | Ort    | Artikel/Quelle(n) | Täter    | Politische Ausrichtung                                                                      | Mittel                                               | Ziel             | Tote    | Verletzte | Hintergrund |
| ---------------- | ------ | ----------------- | -------- | ------------------------------------------------------------------------------------------- | ---------------------------------------------------- | ---------------- | ------- | --------- | ----------- |
| 12. Oktober 2000 | Aden   | [ 1 ]             | al-Qaida | panislamisch, salafistisch, wahhabitisch, antikommunistisch, antizionistisch, antisemitisch | 2 Selbstmordattentäter mit sprengstoffbeladenem Boot | US-Militärschiff | 15 (+2) | 38        |             |
| 06. April 2007   | ʿAmrān | [ 2 ]             |          |                                                                                             | Brandstiftung                                        | Moschee          | 0       | 33        |             |
| 02. Mai 2008     | Sadah  | [ 3 ]             |          |                                                                                             | Motorradbombe                                        | Moschee          | 15      | 60        |             |
| 30. Mai 2008     | ʿAmrān | [ 4 ]             |          |                                                                                             | Sturmgewehr                                          | Moschee          | 8       | 26        |             |

## 2010
| Datum/Beginn      | Ort    | Artikel/Quelle(n) | Täter                                 | Politische Ausrichtung                                          | Mittel                             | Ziel        | Tote     | Verletzte | Hintergrund    |
| ----------------- | ------ | ----------------- | ------------------------------------- | --------------------------------------------------------------- | ---------------------------------- | ----------- | -------- | --------- | -------------- |
| 17. Juli 2010     | ʿAmrān | [ 5 ]             | Huthi                                 | zaiditisch, antiimperialistisch, antizionistisch, antisemitisch | Schusswaffen                       | Milizionäre | 35 (+34) | 0         | Huthi-Konflikt |
| 26. November 2010 | Saʿda  | [ 6 ]             | al-Qaida auf der Arabischen Halbinsel | salafistisch, antizionistisch, antisemitisch                    | Selbstmordattentäter mit Autobombe | Beerdigung  | 40 (+1)  | 12        | Huthi-Konflikt |

## 2011
| Datum/Beginn    | Ort           | Artikel/Quelle(n) | Täter                                            | Politische Ausrichtung                       | Mittel                             | Ziel              | Tote     | Verletzte | Hintergrund    |
| --------------- | ------------- | ----------------- | ------------------------------------------------ | -------------------------------------------- | ---------------------------------- | ----------------- | -------- | --------- | -------------- |
| 28. März 2011   | nahe Dscha'ar | [ 7 ]             | vermutlich al-Qaida auf der Arabischen Halbinsel | salafistisch, antizionistisch, antisemitisch | Brandstiftung                      | Munitionsfabrik   | 110      | 45        | Huthi-Konflikt |
| 24. Juli 2011   | Aden          | [ 8 ]             | al-Qaida auf der Arabischen Halbinsel            | salafistisch, antizionistisch, antisemitisch | Selbstmordattentäter mit Autobombe | Militärpatrouille | 5 (+1)   | 25        | Huthi-Konflikt |
| 23. August 2011 | Abyan         | [ 9 ]             | vermutlich al-Qaida auf der Arabischen Halbinsel | salafistisch, antizionistisch, antisemitisch |                                    | Militärstützpunkt | 6 (+8)   | 28        | Huthi-Konflikt |
| 29. August 2011 | Abyan         | [ 10 ]            | vermutlich al-Qaida auf der Arabischen Halbinsel | salafistisch, antizionistisch, antisemitisch |                                    | Soldaten          | 10 (+26) | 30 (+38)  | Huthi-Konflikt |

## 2012
| Datum/Beginn     | Ort        | Artikel/Quelle(n)    | Täter                                 | Politische Ausrichtung                       | Mittel                                                       | Ziel               | Tote      | Verletzte | Hintergrund    |
| ---------------- | ---------- | -------------------- | ------------------------------------- | -------------------------------------------- | ------------------------------------------------------------ | ------------------ | --------- | --------- | -------------- |
| 25. Februar 2012 | al-Mukalla | [ 11 ]               | al-Qaida auf der Arabischen Halbinsel | salafistisch, antizionistisch, antisemitisch | Selbstmordattentäter mit Autobombe                           | Präsidentenpalast  | 30 (+1)   | 50        | Huthi-Konflikt |
| 02. März 2012    | Saʿda      | [ 12 ]               |                                       |                                              | Sprengsatz                                                   | Demonstration      | 0         | 22        | Huthi-Konflikt |
| 04. März 2012    | Abyan      | [ 13 ] [ 14 ] [ 15 ] | al-Qaida auf der Arabischen Halbinsel | salafistisch, antizionistisch, antisemitisch | Selbstmordattentäter mit Autobombe, Schusswaffen, Entführung | Militärstützpunkte | 192 (+40) |           | Huthi-Konflikt |
| 31. März 2012    | Aden       | [ 16 ]               | al-Qaida auf der Arabischen Halbinsel | salafistisch, antizionistisch, antisemitisch | Schusswaffen                                                 | Kontrollpunkt      | 20 (+9)   | 11 (+2)   | Huthi-Konflikt |
| 09. April 2012   | Abyan      | [ 17 ]               | al-Qaida auf der Arabischen Halbinsel | salafistisch, antizionistisch, antisemitisch | Panzerfäuste, Schusswaffen                                   | Militärkaserne     | 25 (+32)  |           | Huthi-Konflikt |
| 07. Mai 2012     | Abyan      | [ 18 ]               | al-Qaida auf der Arabischen Halbinsel | salafistisch, antizionistisch, antisemitisch | Schusswaffen                                                 | Militärposten      | 20        |           | Huthi-Konflikt |
| 21. Mai 2012     | Sanaa      | [ 19 ]               | al-Qaida auf der Arabischen Halbinsel | salafistisch, antizionistisch, antisemitisch | Selbstmordattentäter                                         | Militärparade      | 96 (+1)   | 300       | Huthi-Konflikt |
| 11. Juli 2012    | Sanaa      | [ 20 ]               | al-Qaida auf der Arabischen Halbinsel | salafistisch, antizionistisch, antisemitisch | Selbstmordattentäter                                         | Polizeiakademie    | 10 (+1)   | 20        | Huthi-Konflikt |
| 31. Juli 2012    | Sanaa      | [ 21 ]               |                                       |                                              | Automatische Schusswaffen, Geiselnahme                       | Innenministerium   | 15        | 43        | Huthi-Konflikt |
| 04. August 2012  | Abyan      | [ 22 ]               | al-Qaida auf der Arabischen Halbinsel | salafistisch, antizionistisch, antisemitisch | Selbstmordattentäter                                         | Beerdigung         | 45 (+1)   | 40        | Huthi-Konflikt |

## 2013
| Datum/Beginn       | Ort       | Artikel/Quelle(n)                           | Täter                                 | Politische Ausrichtung                                          | Mittel                                              | Ziel                                                       | Tote     | Verletzte | Hintergrund    |
| ------------------ | --------- | ------------------------------------------- | ------------------------------------- | --------------------------------------------------------------- | --------------------------------------------------- | ---------------------------------------------------------- | -------- | --------- | -------------- |
| 20. Mai 2013       | Sanaa     | [ 23 ]                                      |                                       |                                                                 | Selbstmordattentäter                                | Soldaten bei Militärübung                                  | 70 (+1)  | 111       | Huthi-Konflikt |
| 09. Juni 2013      | Sanaa     | [ 24 ]                                      | Huthi                                 | zaiditisch, antiimperialistisch, antizionistisch, antisemitisch | Schusswaffen, Granaten                              | Regierungsgebäude                                          | 10       | 38        | Huthi-Konflikt |
| 20. September 2013 | Schabwa   | [ 25 ] [ 26 ] [ 27 ] [ 28 ]                 | al-Qaida auf der Arabischen Halbinsel | salafistisch, antizionistisch, antisemitisch                    | 3 Selbstmordattentäter mit Autobomben, Schusswaffen | Kontrollpunkt, Militärstützpunkt, Gasterminal, Polizeicamp | 56 (+3)  | 20        | Huthi-Konflikt |
| 26. September 2013 | Sanaa     | [ 29 ]                                      |                                       |                                                                 | Sprengsatz                                          | Zivilisten                                                 | 2        | 20        | Huthi-Konflikt |
| 17. Oktober 2013   | al-Baidā' | [ 30 ]                                      | al-Qaida auf der Arabischen Halbinsel | salafistisch, antizionistisch, antisemitisch                    |                                                     | Militärstützpunkt                                          | 8        | 21        | Huthi-Konflikt |
| 05. Dezember 2013  | Sanaa     | Terroranschlag in Sanaa am 5. Dezember 2013 | al-Qaida auf der Arabischen Halbinsel | salafistisch, antizionistisch, antisemitisch                    | Selbstmordattentäter mit Autobombe, Schusswaffen    | Militärkrankenhaus, Zivilisten                             | 56 (+12) | 215       | Huthi-Konflikt |
| 24. Dezember 2013  | ad-Dāliʿ  | [ 32 ]                                      | Southern Movement                     | autonomistisch                                                  |                                                     | Regierungskomplex                                          | 4        | 20        | Huthi-Konflikt |

## 2014
| Datum/Beginn       | Ort        | Artikel/Quelle(n) | Täter                                            | Politische Ausrichtung                                          | Mittel                                                          | Ziel                                  | Tote     | Verletzte | Hintergrund    |
| ------------------ | ---------- | ----------------- | ------------------------------------------------ | --------------------------------------------------------------- | --------------------------------------------------------------- | ------------------------------------- | -------- | --------- | -------------- |
| 24. März 2014      | Hadramaut  | [ 33 ]            | al-Qaida auf der Arabischen Halbinsel            | salafistisch, antizionistisch, antisemitisch                    | Selbstmordattentäter mit Autobombe, Schusswaffen, Brandstiftung | Kontrollpunkt                         | 20 (+1)  | 1         | Huthi-Konflikt |
| 04. Mai 2014       | Schabwa    | [ 34 ]            |                                                  |                                                                 | Selbstmordattentäter mit Autobombe                              | Militärstützpunkt                     | 6 (+1)   | 20        | Huthi-Konflikt |
| 20. Mai 2014       | ʿAmrān     | [ 35 ]            | Huthi                                            | zaiditisch, antiimperialistisch, antizionistisch, antisemitisch | Schusswaffen                                                    | Militärstützpunkt                     | 11 (+14) | 24        | Huthi-Konflikt |
| 24. Juni 2014      | ʿAmrān     | [ 36 ] [ 37 ]     | Huthi                                            | zaiditisch, antiimperialistisch, antizionistisch, antisemitisch | Artillerie                                                      | Kontrollpunkt, Polizisten, Zivilisten | 17       | 24        | Huthi-Konflikt |
| 05. Juli 2014      | ʿAmrān     | [ 38 ]            | Huthi                                            | zaiditisch, antiimperialistisch, antizionistisch, antisemitisch | Panzer, Artillerie, Maschinengewehre                            | Militäranlage                         | 15       | 40        | Huthi-Konflikt |
| 15. Juli 2014      | al-Dschauf | [ 39 ]            | Huthi                                            | zaiditisch, antiimperialistisch, antizionistisch, antisemitisch |                                                                 | Militäranlage                         | 9 (+25)  | 24        | Huthi-Konflikt |
| 13. August 2014    | Lahidsch   | [ 40 ]            | vermutlich al-Qaida auf der Arabischen Halbinsel | salafistisch, antizionistisch, antisemitisch                    | Sprengsatz                                                      | Gefängnis                             | 8        | 34        | Huthi-Konflikt |
| 20. September 2014 | Sanaa      | [ 41 ]            | Huthi                                            | zaiditisch, antiimperialistisch, antizionistisch, antisemitisch | Raketen                                                         | Staatliches Fernsehgebäude            | 0        | 20        | Huthi-Konflikt |
| 28. September 2014 | Ma'rib     | [ 42 ]            | al-Qaida auf der Arabischen Halbinsel            | salafistisch, antizionistisch, antisemitisch                    | Selbstmordattentäter mit Autobombe                              | Huthi-Stützpunkt, Lazarett            | 15 (+1)  | 51        | Huthi-Konflikt |
| 09. Oktober 2014   | Sanaa      | [ 43 ]            | al-Qaida auf der Arabischen Halbinsel            | salafistisch, antizionistisch, antisemitisch                    | Selbstmordattentäter                                            | Huthi-Unterstützer                    | 45 (+1)  | 150       | Huthi-Konflikt |
| 09. Oktober 2014   | al-Mukalla | [ 44 ]            | al-Qaida auf der Arabischen Halbinsel            | salafistisch, antizionistisch, antisemitisch                    | Selbstmordattentäter mit Autobombe                              | Kontrollpunkt                         | 20 (+1)  | 15        | Huthi-Konflikt |
| 13. Dezember 2014  | Sanaa      | [ 45 ]            | Huthi                                            | zaiditisch, antiimperialistisch, antizionistisch, antisemitisch | Panzer, Artillerie                                              | Wohnviertel                           | 24       |           | Huthi-Konflikt |
| 31. Dezember 2014  | Ibb        | [ 46 ]            | al-Qaida auf der Arabischen Halbinsel            | salafistisch, antizionistisch, antisemitisch                    | Selbstmordattentäter mit Autobombe                              | Kulturzentrum                         | 49 (+1)  | 70        | Huthi-Konflikt |

## 2015
| Datum/Beginn       | Ort        | Artikel/Quelle(n)           | Täter                                 | Politische Ausrichtung                                          | Mittel                                                                         | Ziel                                   | Tote     | Verletzte | Hintergrund                            |
| ------------------ | ---------- | --------------------------- | ------------------------------------- | --------------------------------------------------------------- | ------------------------------------------------------------------------------ | -------------------------------------- | -------- | --------- | -------------------------------------- |
| 04. Januar 2015    | Dhamār     | [ 47 ]                      | al-Qaida auf der Arabischen Halbinsel | salafistisch, antizionistisch, antisemitisch                    | Sprengsatz                                                                     | Huthi-Hauptquartier                    | 4        | 25        | Huthi-Konflikt                         |
| 07. Januar 2015    | Sanaa      | [ 48 ]                      | al-Qaida auf der Arabischen Halbinsel | salafistisch                                                    | Selbstmordattentäter mit Autobombe                                             | Polizeischule                          | 37 (+1)  | 66        | Huthi-Konflikt                         |
| 09. März 2015      | Abyan      | [ 49 ]                      | al-Qaida auf der Arabischen Halbinsel | salafistisch, antizionistisch, antisemitisch                    | Schusswaffen                                                                   | Militärstützpunkt                      | 2 (+2)   | 24        | Huthi-Konflikt                         |
| 20. März 2015      | Lahidsch   | [ 50 ] [ 51 ]               | IS                                    | salafistisch, wahhabitisch                                      | Schusswaffen                                                                   | Regierungsanlage, Soldaten, Polizisten | 20       | 40        | Huthi-Konflikt                         |
| 20. März 2015      | Sanaa      | [ 52 ] [ 53 ] [ 54 ] [ 55 ] | IS                                    | salafistisch, wahhabitisch                                      | 4 Selbstmordattentäter, einer mit Autobombe                                    | Moscheen                               | 156 (+4) | 350       | Huthi-Konflikt                         |
| 31. März 2015      | Taʿizz     | [ 56 ] [ 57 ]               | Huthi                                 | zaiditisch, antiimperialistisch, antizionistisch, antisemitisch |                                                                                | Demonstration                          | 8        | 108       | Militärintervention im Jemen seit 2015 |
| 05. April 2015     | ad-Dāliʿ   | [ 58 ]                      |                                       |                                                                 |                                                                                | Huthis                                 | 27       |           | Militärintervention im Jemen seit 2015 |
| 08. April 2015     | Aden       | [ 59 ] [ 60 ]               | Huthi                                 | zaiditisch, antiimperialistisch, antizionistisch, antisemitisch | Panzer, Mörser                                                                 | Wohngebäude                            | 22       | 70        | Militärintervention im Jemen seit 2015 |
| 11. April 2015     | Aden       | [ 61 ] [ 62 ]               | Huthi                                 | zaiditisch, antiimperialistisch, antizionistisch, antisemitisch | Mörser                                                                         | Wohnviertel                            | 2        | 25        | Militärintervention im Jemen seit 2015 |
| 13. April 2015     | Taʿizz     | [ 63 ] [ 64 ]               | Abed-Rabbo-Mansur-Hadi-Unterstützer   |                                                                 |                                                                                | Huthis                                 | 40       |           | Militärintervention im Jemen seit 2015 |
| 26. April 2015     | Taizz      | [ 65 ] [ 66 ]               | Huthi                                 | zaiditisch, antiimperialistisch, antizionistisch, antisemitisch | Mörser                                                                         | Krankenhaus                            | 7        | 20        | Militärintervention im Jemen seit 2015 |
| 29. April 2015     | Aden       | [ 67 ]                      | Huthi                                 | zaiditisch, antiimperialistisch, antizionistisch, antisemitisch | Panzer, Scharfschützengewehre, Artillerie                                      | Wohnviertel                            | 12       | 24        | Militärintervention im Jemen seit 2015 |
| 06. Mai 2015       | Aden       | [ 68 ]                      | Huthi                                 | zaiditisch, antiimperialistisch, antizionistisch, antisemitisch | Raketen, Artilleriegranaten                                                    | Flüchtlingsboot                        | 86       | 67        | Militärintervention im Jemen seit 2015 |
| 13. Mai 2015       | Taizz      | [ 69 ]                      | Huthi                                 | zaiditisch, antiimperialistisch, antizionistisch, antisemitisch | Artillerie                                                                     | Wohnviertel                            | 9        | 40        | Militärintervention im Jemen seit 2015 |
| 16. Mai 2015       | Taizz      | [ 70 ] [ 71 ]               | Huthi                                 | zaiditisch, antiimperialistisch, antizionistisch, antisemitisch | Artillerie                                                                     | Wohnviertel                            | 12       | 51        | Militärintervention im Jemen seit 2015 |
| 23. Mai 2015       | Taizz      | [ 72 ] [ 73 ]               | Huthi                                 | zaiditisch, antiimperialistisch, antizionistisch, antisemitisch | Panzer, Artillerie, Raketen                                                    | Wohnviertel                            | 10       | 80        | Militärintervention im Jemen seit 2015 |
| 25. Mai 2015       | Taʿizz     | [ 74 ]                      | Huthi                                 | zaiditisch, antiimperialistisch, antizionistisch, antisemitisch | Rakete                                                                         | Öltanker                               | 13       | 60        | Militärintervention im Jemen seit 2015 |
| 26. Mai 2015       | Taizz      | [ 75 ]                      | Huthi                                 | zaiditisch, antiimperialistisch, antizionistisch, antisemitisch | Artillerie                                                                     | Passagierbus                           | 5        | 35        | Militärintervention im Jemen seit 2015 |
| 27. Mai 2015       | Taizz      | [ 76 ]                      | Huthi                                 | zaiditisch, antiimperialistisch, antizionistisch, antisemitisch | Artillerie                                                                     | Wohnviertel                            | 3        | 20        | Militärintervention im Jemen seit 2015 |
| 03. Juni 2015      | Taʿizz     | [ 77 ]                      | Huthi                                 | zaiditisch, antiimperialistisch, antizionistisch, antisemitisch | Artillerie                                                                     | Wohnviertel                            | 5        | 40        | Militärintervention im Jemen seit 2015 |
| 11. Juni 2015      | al-Baidā'  | [ 78 ]                      | al-Qaida auf der Arabischen Halbinsel | salafistisch, antizionistisch, antisemitisch                    | Autobombe                                                                      | Gesundheitszentrum, Huthis             | 25       |           | Militärintervention im Jemen seit 2015 |
| 17. Juni 2015      | Sanaa      | [ 79 ] [ 80 ] [ 81 ]        | IS                                    | salafistisch, wahhabitisch                                      | Selbstmordattentäter mit Autobombe, Autobombe, Sprengsatz                      | Moscheen                               | 15 (+1)  | 36        | Militärintervention im Jemen seit 2015 |
| 18. Juni 2015      | ʿAdan      | [ 82 ]                      | Popular Resistance Committees (Yemen) |                                                                 |                                                                                | Polizeistation, Huthis                 | 15       | 24        | Militärintervention im Jemen seit 2015 |
| 24. Juni 2015      | Taizz      | [ 83 ]                      | Huthi                                 | zaiditisch, antiimperialistisch, antizionistisch, antisemitisch | Artillerie                                                                     | Wohnviertel                            | 2        | 24        | Militärintervention im Jemen seit 2015 |
| 25. Juni 2015      | Aden       | [ 84 ]                      | Huthi                                 | zaiditisch, antiimperialistisch, antizionistisch, antisemitisch | Raketen                                                                        | Zivilisten                             | 7        | 94        | Militärintervention im Jemen seit 2015 |
| 29. Juni 2015      | Sanaa      | [ 85 ]                      | IS                                    | salafistisch, wahhabitisch                                      | Autobombe                                                                      | Beerdigung                             | 28       | 20        | Bürgerkrieg im Jemen seit 2015         |
| 01. Juli 2015      | ʿAdan      | [ 86 ]                      | Huthi                                 | zaiditisch, antiimperialistisch, antizionistisch, antisemitisch | Raketen                                                                        | Gebäude, Zivilisten                    | 31       | 101       | Militärintervention im Jemen seit 2015 |
| 03. Juli 2015      | al-Hudaida | [ 87 ]                      |                                       |                                                                 | Selbstmordattentäter mit Autobombe                                             | Bibliothek, Huthi-Mitglieder           | 8 (+1)   | 21 (+1)   | Bürgerkrieg im Jemen seit 2015         |
| 04. Juli 2015      | ʿAdan      | [ 88 ]                      | Huthi                                 | zaiditisch, antiimperialistisch, antizionistisch, antisemitisch | Artillerie                                                                     | Wohnviertel                            | 35       | 24        | Bürgerkrieg im Jemen seit 2015         |
| 07. Juli 2015      | Lahidsch   | [ 89 ]                      |                                       |                                                                 |                                                                                | Huthi-Kontrollpunkt                    | 30       |           | Bürgerkrieg im Jemen seit 2015         |
| 11. Juli 2015      | Taʿizz     | [ 90 ]                      | Huthi                                 | zaiditisch, antiimperialistisch, antizionistisch, antisemitisch | Artillerie                                                                     | Wohnviertel                            | 7        | 54        | Bürgerkrieg im Jemen seit 2015         |
| 15. Juli 2015      | Taizz      | [ 91 ]                      | Huthi                                 | zaiditisch, antiimperialistisch, antizionistisch, antisemitisch | Artillerie                                                                     | Wohnviertel                            | 11       | 50        | Bürgerkrieg im Jemen seit 2015         |
| 19. Juli 2015      | ʿAdan      | [ 92 ]                      | Huthi                                 | zaiditisch, antiimperialistisch, antizionistisch, antisemitisch | Raketen                                                                        | Gebäude, Zivilisten                    | 43       | 120       | Militärintervention im Jemen seit 2015 |
| 25. Juli 2015      | Taizz      | [ 93 ]                      | Huthi                                 | zaiditisch, antiimperialistisch, antizionistisch, antisemitisch | Artillerie                                                                     | Wohnviertel                            | 5        | 27        | Bürgerkrieg im Jemen seit 2015         |
| 27. Juli 2015      | Lahidsch   | [ 94 ]                      | Huthi                                 | zaiditisch, antiimperialistisch, antizionistisch, antisemitisch | Artillerie                                                                     | Milizionäre                            | 11       | 35        | Bürgerkrieg im Jemen seit 2015         |
| 31. Juli 2015      | Hadramaut  | [ 95 ]                      | al-Qaida auf der Arabischen Halbinsel | salafistisch, antizionistisch, antisemitisch                    | 2 Selbstmordattentäter mit Autobomben, Panzerfäuste, Automatische Schusswaffen | Militärstützpunkt                      | 6 (+2)   | 30        | Bürgerkrieg im Jemen seit 2015         |
| 07. August 2015    | Lahidsch   | [ 96 ]                      |                                       |                                                                 | Autobombe                                                                      | Militärstützpunkt                      | 15       | 20        | Bürgerkrieg im Jemen seit 2015         |
| 18. August 2015    | Lahidsch   | [ 97 ]                      | Huthi                                 | zaiditisch, antiimperialistisch, antizionistisch, antisemitisch |                                                                                | Regierungsfreundliche Milizionäre      | 65 (+15) |           | Bürgerkrieg im Jemen seit 2015         |
| 19. August 2015    | Taizz      | [ 98 ]                      | Huthi                                 | zaiditisch, antiimperialistisch, antizionistisch, antisemitisch | Mörser                                                                         | Wohnviertel                            | 11       | 36        | Bürgerkrieg im Jemen seit 2015         |
| 22. August 2015    | Abyan      | [ 99 ]                      | Huthi                                 | zaiditisch, antiimperialistisch, antizionistisch, antisemitisch |                                                                                | Milizionäre                            | 24       |           | Bürgerkrieg im Jemen seit 2015         |
| 02. September 2015 | Sanaa      | [ 100 ] [ 101 ]             | IS                                    | salafistisch, wahhabitisch                                      | Selbstmordattentäter, Autobombe                                                | Moschee, Ersthelfer                    | 32 (+1)  | 92        | Bürgerkrieg im Jemen seit 2015         |
| 04. September 2015 | Ma'rib     | [ 102 ]                     | Huthi                                 | zaiditisch, antiimperialistisch, antizionistisch, antisemitisch | Rakete                                                                         | Militärlager                           | 64       | 70        | Militärintervention im Jemen seit 2015 |
| 11. September 2015 | Ma'rib     | [ 103 ]                     | Huthi                                 | zaiditisch, antiimperialistisch, antizionistisch, antisemitisch | Raketen                                                                        | Markt                                  | 20       | 16        | Bürgerkrieg im Jemen seit 2015         |
| 24. September 2015 | Sanaa      | [ 104 ] [ 105 ]             | IS                                    | salafistisch, wahhabitisch                                      | 2 Selbstmordattentäter                                                         | Moschee                                | 30 (+2)  | 92        | Bürgerkrieg im Jemen seit 2015         |
| 24. September 2015 | Taizz      | [ 106 ]                     | Huthi                                 | zaiditisch, antiimperialistisch, antizionistisch, antisemitisch | Mörser                                                                         | Wohnviertel                            | 5        | 21        | Bürgerkrieg im Jemen seit 2015         |
| 21. Oktober 2015   | Taizz      | [ 107 ] [ 108 ]             | Huthi                                 | zaiditisch, antiimperialistisch, antizionistisch, antisemitisch | Raketen                                                                        | Wohnviertel                            | 14       | 70        | Bürgerkrieg im Jemen seit 2015         |
| 25. Oktober 2015   | Taizz      | [ 109 ] [ 110 ]             | Huthi                                 | zaiditisch, antiimperialistisch, antizionistisch, antisemitisch | Raketen                                                                        | Krankenhäuser, Wohnviertel             | 7        | 36        | Bürgerkrieg im Jemen seit 2015         |
| 16. November 2015  | Mokka      | [ 111 ]                     | Huthi                                 | zaiditisch, antiimperialistisch, antizionistisch, antisemitisch |                                                                                | Milizionäre                            | 44       |           | Bürgerkrieg im Jemen seit 2015         |
| 20. November 2015  | Hadramaut  | [ 112 ] [ 113 ] [ 114 ]     |                                       |                                                                 | Selbstmordattentäter mit Autobombe, Schusswaffen                               | Kontrollpunkte, Zivilisten             | 13 (+19) | 30        | Bürgerkrieg im Jemen seit 2015         |
| 28. November 2015  | Taizz      | [ 115 ]                     | Huthi                                 | zaiditisch, antiimperialistisch, antizionistisch, antisemitisch | Mörser                                                                         | Stadt                                  | 3        | 20        | Bürgerkrieg im Jemen seit 2015         |
| 14. Dezember 2015  | Taʿizz     | [ 116 ]                     | Huthi                                 | zaiditisch, antiimperialistisch, antizionistisch, antisemitisch | Rakete                                                                         | Militärstützpunkt                      | 24       |           | Bürgerkrieg im Jemen seit 2015         |
| 15. Dezember 2015  | Ma'rib     | [ 117 ]                     | Huthi                                 | zaiditisch, antiimperialistisch, antizionistisch, antisemitisch |                                                                                | Milizionäre                            | 15       | 20        | Bürgerkrieg im Jemen seit 2015         |
| 28. Dezember 2015  | Taʿizz     | [ 118 ]                     | Huthi                                 | zaiditisch, antiimperialistisch, antizionistisch, antisemitisch | Raketen                                                                        | Stadt                                  | 3        | 20        | Bürgerkrieg im Jemen seit 2015         |

## 2016
| Datum/Beginn       | Ort        | Artikel/Quelle(n)               | Täter                                            | Politische Ausrichtung                                          | Mittel                                              | Ziel                                     | Tote     | Verletzte | Hintergrund                            |
| ------------------ | ---------- | ------------------------------- | ------------------------------------------------ | --------------------------------------------------------------- | --------------------------------------------------- | ---------------------------------------- | -------- | --------- | -------------------------------------- |
| 10. Januar 2016    | Taizz      | [ 119 ]                         | Huthi                                            | zaiditisch, antiimperialistisch, antizionistisch, antisemitisch | Raketen                                             | Wohnviertel                              | 3        | 24        | Militärintervention im Jemen seit 2015 |
| 28. Januar 2016    | Taʿizz     | [ 120 ]                         | Huthi                                            | zaiditisch, antiimperialistisch, antizionistisch, antisemitisch | Artillerie                                          | Krankenhaus                              | 0        | 24        | Militärintervention im Jemen seit 2015 |
| 17. Februar 2016   | ʿAdan      | [ 121 ]                         | IS                                               | salafistisch, wahhabitisch                                      | Selbstmordattentäter                                | Militärstützpunkt                        | 13 (+1)  | 60        | Militärintervention im Jemen seit 2015 |
| 20. März 2016      | Taizz      | [ 122 ] [ 123 ]                 | Huthi                                            | zaiditisch, antiimperialistisch, antizionistisch, antisemitisch | Artillerie                                          | Wohnviertel                              | 26       | 60        | Militärintervention im Jemen seit 2015 |
| 08. Mai 2016       | Taizz      | [ 124 ]                         | Huthi                                            | zaiditisch, antiimperialistisch, antizionistisch, antisemitisch | Geschosse                                           | Wohnviertel                              | 2        | 20        | Militärintervention im Jemen seit 2015 |
| 12. Mai 2016       | al-Mukalla | [ 125 ]                         |                                                  |                                                                 | 2 Selbstmordattentäter mit Autobomben, Schusswaffen | Marinestützpunkt                         | 15 (+2)  | 24        | Militärintervention im Jemen seit 2015 |
| 15. Mai 2016       | al-Mukalla | [ 126 ]                         | IS                                               | salafistisch, wahhabitisch                                      | Selbstmordattentäter                                | Polizeirekruten                          | 31 (+1)  | 50        | Militärintervention im Jemen seit 2015 |
| 23. Mai 2016       | Aden       | [ 127 ] [ 128 ]                 | IS                                               | salafistisch, wahhabitisch                                      | 2 Selbstmordattentäter, einer mit Autobombe         | Militärrekrutierungszentrum              | 45 (+2)  | 60+       | Militärintervention im Jemen seit 2015 |
| 29. Mai 2016       | Schabwa    | [ 129 ]                         | Huthi                                            | zaiditisch, antiimperialistisch, antizionistisch, antisemitisch |                                                     | Soldaten                                 | 20 (+28) |           | Militärintervention im Jemen seit 2015 |
| 03. Juni 2016      | Taizz      | [ 130 ]                         | Huthi                                            | zaiditisch, antiimperialistisch, antizionistisch, antisemitisch | Raketen, Mörser                                     | Markt                                    | 17       | 30        | Militärintervention im Jemen seit 2015 |
| 27. Juni 2016      | al-Mukalla | [ 131 ] [ 132 ] [ 133 ] [ 134 ] | IS                                               | salafistisch, wahhabitisch                                      | 5 Selbstmordattentäter, einer mit Motorradbombe     | Kontrollpunkte, Militärlager, Zivilisten | 38 (+5)  | 24        | Militärintervention im Jemen seit 2015 |
| 29. Juli 2016      | Taizz      | [ 135 ]                         | vermutlich al-Qaida auf der Arabischen Halbinsel | salafistisch, antizionistisch, antisemitisch                    | Sprengstoff                                         | Moschee                                  | 0        | 20        | Militärintervention im Jemen seit 2015 |
| 29. August 2016    | Aden       | [ 136 ]                         | IS                                               | salafistisch, wahhabitisch                                      | Selbstmordattentäter mit Autobombe                  | Militärrekrutierungszentrum              | 72 (+1)  | 49        | Militärintervention im Jemen seit 2015 |
| 04. September 2016 | Haddscha   | [ 137 ] [ 138 ]                 | Huthi                                            | zaiditisch, antiimperialistisch, antizionistisch, antisemitisch |                                                     | Militärposten                            | 11       | 28        | Militärintervention im Jemen seit 2015 |
| 05. September 2016 | Ma'rib     | [ 139 ]                         | Huthi                                            | zaiditisch, antiimperialistisch, antizionistisch, antisemitisch | Sprengsatz                                          | Militärlager                             | 20+      |           | Militärintervention im Jemen seit 2015 |
| 10. Dezember 2016  | Aden       | [ 140 ]                         | IS                                               | salafistisch, wahhabitisch                                      | Selbstmordattentäter                                | Militärstützpunkt                        | 57 (+1)  | 29        | Militärintervention im Jemen seit 2015 |
| 18. Dezember 2016  | Aden       | [ 141 ] [ 142 ]                 | IS                                               | salafistisch, wahhabitisch                                      | Selbstmordattentäter                                | Militärstützpunkt                        | 52 (+1)  | 90        | Militärintervention im Jemen seit 2015 |

## 2017
| Datum/Beginn      | Ort        | Artikel/Quelle(n) | Täter                                                | Politische Ausrichtung                                          | Mittel                                                            | Ziel                       | Tote    | Verletzte | Hintergrund                            |
| ----------------- | ---------- | ----------------- | ---------------------------------------------------- | --------------------------------------------------------------- | ----------------------------------------------------------------- | -------------------------- | ------- | --------- | -------------------------------------- |
| 05. Januar 2017   | Taʿizz     | [ 143 ]           | Huthi                                                | zaiditisch, antiimperialistisch, antizionistisch, antisemitisch | Rakete                                                            | Militärcamp                | 6       | 24        | Militärintervention im Jemen seit 2015 |
| 07. Januar 2017   | Abyan      | [ 144 ]           |                                                      |                                                                 | Selbstmordattentäter                                              | Kontrollpunkt              | 6 (+1)  | 20        | Militärintervention im Jemen seit 2015 |
| 22. Februar 2017  | Taʿizz     | [ 145 ]           | Huthi                                                | zaiditisch, antiimperialistisch, antizionistisch, antisemitisch | Rakete                                                            | Militärcamp                | 7       | 25        | Militärintervention im Jemen seit 2015 |
| 17. März 2017     | Ma'rib     | [ 146 ] [ 147 ]   | Huthi                                                | zaiditisch, antiimperialistisch, antizionistisch, antisemitisch | Raketen                                                           | Militärcamp                | 32      | 81        | Militärintervention im Jemen seit 2015 |
| 09. April 2017    | al-Hudaida | [ 148 ]           |                                                      |                                                                 | Sprengsatz                                                        | Öl-Pipeline                | 5       | 35        | Militärintervention im Jemen seit 2015 |
| 27. April 2017    | Ma'rib     | [ 149 ]           | Huthi                                                | zaiditisch, antiimperialistisch, antizionistisch, antisemitisch | Raketen                                                           | Militärstützpunkt          | 8       | 20        | Militärintervention im Jemen seit 2015 |
| 17. Mai 2017      | Haddscha   | [ 150 ]           | Huthi                                                | zaiditisch, antiimperialistisch, antizionistisch, antisemitisch | Artillerie                                                        | Sudanesische Soldaten      | 15      | 70        | Militärintervention im Jemen seit 2015 |
| 27. Juli 2017     | Taʿizz     | [ 151 ]           |                                                      |                                                                 |                                                                   | Militärstützpunkt          | 20+     | 0         | Militärintervention im Jemen seit 2015 |
| 05. November 2017 | Aden       | [ 152 ]           | IS, vermutlich al-Qaida auf der Arabischen Halbinsel | salafistisch, wahhabitisch                                      | 2 Selbstmordattentäter mit Autobomben, Brandstiftung, Geiselnahme | Polizeigebäude, Zivilisten | 46 (+9) | 47        | Militärintervention im Jemen seit 2015 |

## 2018
| Datum/Beginn      | Ort        | Artikel/Quelle(n) | Täter                                            | Politische Ausrichtung                                          | Mittel                                                                      | Ziel                 | Tote     | Verletzte | Hintergrund                            |
| ----------------- | ---------- | ----------------- | ------------------------------------------------ | --------------------------------------------------------------- | --------------------------------------------------------------------------- | -------------------- | -------- | --------- | -------------------------------------- |
| 30. Januar 2018   | Schabwa    | [ 153 ] [ 154 ]   | al-Qaida auf der Arabischen Halbinsel            | salafistisch, antizionistisch, antisemitisch                    | Selbstmordattentäter mit Autobombe                                          | Kontrollpunkt        | 22 (+1)  |           | Militärintervention im Jemen seit 2015 |
| 24. Februar 2018  | Aden       | [ 155 ] [ 156 ]   | IS                                               | salafistisch, wahhabitisch                                      | 2 Selbstmordattentäter mit Autobomben, 2 Selbstmordattentäter, Schusswaffen | Polizeihauptquartier | 14 (+4)  | 54        | Militärintervention im Jemen seit 2015 |
| 13. März 2018     | Aden       | [ 157 ] [ 158 ]   | IS                                               | salafistisch, wahhabitisch                                      | Selbstmordattentäter mit Autobombe                                          | Versorgungsposten    | 6 (+1)   | 30        | Militärintervention im Jemen seit 2015 |
| 06. April 2018    | Haddscha   | [ 159 ]           | Huthi                                            | zaiditisch, antiimperialistisch, antizionistisch, antisemitisch | Schusswaffen, Sprengstoff                                                   | Soldaten             | 24       | 100       | Militärintervention im Jemen seit 2015 |
| 22. Mai 2018      | Ma'rib     | [ 160 ]           | Huthi                                            | zaiditisch, antiimperialistisch, antizionistisch, antisemitisch | Raketen                                                                     | Markt                | 5        | 22        | Militärintervention im Jemen seit 2015 |
| 01. Juni 2018     | al-Hudaida | [ 161 ]           | Huthi                                            | zaiditisch, antiimperialistisch, antizionistisch, antisemitisch |                                                                             | Soldaten             | 28 (+10) | 30        | Militärintervention im Jemen seit 2015 |
| 12. November 2018 | al-Hudaida | [ 162 ] [ 163 ]   | Huthi                                            | zaiditisch, antiimperialistisch, antizionistisch, antisemitisch | Sprengfalle, Rakete                                                         | Soldaten             | 24       | 0         | Militärintervention im Jemen seit 2015 |
| 21. Dezember 2018 | Hadramaut  | [ 164 ]           | vermutlich al-Qaida auf der Arabischen Halbinsel | salafistisch, antizionistisch, antisemitisch                    | Granaten                                                                    | Sicherheitszentrum   | 1        | 30        | Militärintervention im Jemen seit 2015 |

## 2019
| Datum/Beginn       | Ort        | Artikel/Quelle(n)               | Täter            | Politische Ausrichtung                                                                                  | Mittel                                                                     | Ziel                                                      | Tote   | Verletzte | Hintergrund                            |
| ------------------ | ---------- | ------------------------------- | ---------------- | --- | -------------------------------------------------------------------------- | --------------------------------------------------------- | ------ | --------- | -------------------------------------- |
| 07. Januar 2019    | Dhamār     | [ 165 ]                         | Huthi            | zaiditisch, antiimperialistisch, antizionistisch, antisemitisch                                         | Schlagstöcke, Gewehrkolben                                                 | Gefängnis                                                 | 0      | 21        | Militärintervention im Jemen seit 2015 |
| 26. Januar 2019    | Haddscha   | [ 166 ] [ 167 ]                 | Huthi            | zaiditisch, antiimperialistisch, antizionistisch, antisemitisch                                         | Raketen                                                                    | Flüchtlingslager                                          | 8      | 30        | Militärintervention im Jemen seit 2015 |
| 28. Januar 2019    | Mokka      | [ 168 ] [ 169 ]                 | Huthi            | zaiditisch, antiimperialistisch, antizionistisch, antisemitisch                                         | Motorradbombe                                                              | Markt, Restaurant, Zivilisten                             | 7      | 26        | Militärintervention im Jemen seit 2015 |
| 24. Februar 2019   | Saʿda      | [ 170 ]                         | Huthi            | zaiditisch, antiimperialistisch, antizionistisch, antisemitisch                                         | Rakete                                                                     | Markt, Soldaten                                           | 12     | 60        | Militärintervention im Jemen seit 2015 |
| 21. März 2019      | Taizz      | [ 171 ] [ 172 ] [ 173 ] [ 174 ] | Huthi / al-Islah | zaiditisch, antiimperialistisch, antizionistisch, antisemitisch / sunnitisch-islamistisch, salafistisch | Scharfschützengewehre, Artillerie, Brandstiftung, Entführung               | Krankenhaus, Wohngebäude, Milizgebäude, AVK-Hauptquartier | 20     | 60        | Militärintervention im Jemen seit 2015 |
| 05. Juli 2019      | al-Hudaida | [ 175 ]                         | Huthi            | zaiditisch, antiimperialistisch, antizionistisch, antisemitisch                                         | Schusswaffen                                                               | Soldaten                                                  | 10     | 20        | Militärintervention im Jemen seit 2015 |
| 22. Juli 2019      | Ma'rib     | [ 176 ]                         | Huthi            | zaiditisch, antiimperialistisch, antizionistisch, antisemitisch                                         |                                                                            | Soldaten                                                  | 3 (+8) | 24 (+24)  | Militärintervention im Jemen seit 2015 |
| 29. Juli 2019      | Saʿda      | [ 177 ]                         | vermutlich Huthi | zaiditisch, antiimperialistisch, antizionistisch, antisemitisch                                         |                                                                            | Markt                                                     | 14     | 26        | Militärintervention im Jemen seit 2015 |
| 01. August 2019    | Aden       | [ 178 ] [ 179 ] [ 180 ] [ 181 ] | Huthi, IS        | zaiditisch, antiimperialistisch, antizionistisch; salafistisch, wahhabitisch                            | 3 Selbstmordattentäter mit 2 Auto- und einer Motorradbombe, Drohne, Rakete | Militärparade, Polizeistation                             | 51     | 56        | Militärintervention im Jemen seit 2015 |
| 25. August 2019    | Saʿda      | [ 182 ]                         | Huthi            | zaiditisch, antiimperialistisch, antizionistisch                                                        | Entführung                                                                 | Saudi-Arabische Soldaten                                  | 200    | 280       | Militärintervention im Jemen seit 2015 |
| 27. August 2019    | Saʿda      | [ 183 ]                         | Huthi            | zaiditisch, antiimperialistisch, antizionistisch                                                        | Entführung                                                                 | Jemenitische Soldaten                                     | 25     |           | Militärintervention im Jemen seit 2015 |
| 19. September 2019 | Hadramaut  | [ 184 ] [ 185 ]                 |                  | | 2 Sprengsätze                                                              | Passagierbus, Militärkonvoi                               | 10     | 32        | Militärintervention im Jemen seit 2015 |
| 29. Dezember 2019  | ad-Dāliʿ   | [ 186 ]                         | Huthi            | zaiditisch, antiimperialistisch, antizionistisch, antisemitisch                                         | Rakete                                                                     | Militärparade, Zivilisten                                 | 7      | 25        | Militärintervention im Jemen seit 2015 |

## 2020
| Datum/Beginn       | Ort        | Artikel/Quelle(n)       | Täter | Politische Ausrichtung                                          | Mittel                 | Ziel                             | Tote     | Verletzte | Hintergrund                            |
| ------------------ | ---------- | ----------------------- | ----- | --------------------------------------------------------------- | ---------------------- | -------------------------------- | -------- | --------- | -------------------------------------- |
| 07. Januar 2020    | ad-Dāliʿ   | [ 187 ]                 | Huthi | zaiditisch, antiimperialistisch, antizionistisch, antisemitisch | Rakete                 | Militärstützpunkt                | 9        | 20        | Militärintervention im Jemen seit 2015 |
| 18. Januar 2020    | Ma'rib     | [ 188 ] [ 189 ]         | Huthi | zaiditisch, antiimperialistisch, antizionistisch, antisemitisch | Drohnen, Raketen       | Militärtrainingslager, Moschee   | 116      | 148       | Militärintervention im Jemen seit 2015 |
| 29. Februar 2020   | al-Dschauf | [ 190 ]                 | Huthi | zaiditisch, antiimperialistisch, antizionistisch, antisemitisch | Schusswaffen, Macheten | Soldaten, Stammeskämpfer         | 30 (+24) |           | Militärintervention im Jemen seit 2015 |
| 13. August 2020    | Ma'rib     | [ 191 ]                 | Huthi | zaiditisch, antiimperialistisch, antizionistisch, antisemitisch | Drohne                 | Soldaten                         | 7 (+12)  | 21        | Militärintervention im Jemen seit 2015 |
| 28. August 2020    | Ma'rib     | [ 192 ] [ 193 ]         | Huthi | zaiditisch, antiimperialistisch, antizionistisch, antisemitisch | Ballistische Rakete    | Militärstützpunkt, Moschee       | 5        | 40        | Militärintervention im Jemen seit 2015 |
| 23. September 2020 | Saʿda      | [ 194 ]                 | Huthi | zaiditisch, antiimperialistisch, antizionistisch, antisemitisch | Rakete                 | Militärstützpunkt                | 8        | 28        | Militärintervention im Jemen seit 2015 |
| 30. Dezember 2020  | Aden       | [ 195 ] [ 196 ] [ 197 ] |       |                                                                 | Mörser, Schusswaffen   | Flughafen Aden, Regierungsbeamte | 25       | 110       | Militärintervention im Jemen seit 2015 |

## 2021
| Datum/Beginn     | Ort      | Artikel/Quelle(n) | Täter | Politische Ausrichtung                                          | Mittel           | Ziel              | Tote | Verletzte | Hintergrund                            |
| ---------------- | -------- | ----------------- | ----- | --------------------------------------------------------------- | ---------------- | ----------------- | ---- | --------- | -------------------------------------- |
| 08. Februar 2021 | Ma'rib   | [ 198 ]           | Huthi | zaiditisch, antiimperialistisch, antizionistisch, antisemitisch |                  | Soldaten          | 20   | 28        | Militärintervention im Jemen seit 2015 |
| 29. August 2021  | Lahidsch | [ 199 ]           | Huthi | zaiditisch, antiimperialistisch, antizionistisch, antisemitisch | Raketen, Drohnen | Militärstützpunkt | 30   | 60        | Militärintervention im Jemen seit 2015 |

## 2022
| Datum/Beginn       | Ort   | Artikel/Quelle(n) | Täter                                 | Politische Ausrichtung                       | Mittel                     | Ziel                           | Tote    | Verletzte | Hintergrund                            |
| ------------------ | ----- | ----------------- | ------------------------------------- | -------------------------------------------- | -------------------------- | ------------------------------ | ------- | --------- | -------------------------------------- |
| 26. Mai 2022       | Aden  | [ 200 ]           |                                       |                                              | Granate                    | Fischmarkt                     | 5       | 50        | Militärintervention im Jemen seit 2015 |
| 06. September 2022 | Abyan | [ 201 ]           | al-Qaida auf der Arabischen Halbinsel | salafistisch, antizionistisch, antisemitisch | Panzerfäuste, Schusswaffen | STC-Kontrollpunkt, Milizionäre | 20 (+6) |           | Militärintervention im Jemen seit 2015 |